# Альберто Радзетті
Альберто Радзетті (італ. Alberto Razzetti; нар. 2 червня 1999) — італійський плавець.
Учасник Олімпійських Ігор 2020 року.
Призер Чемпіонату Європи з водних видів спорту 2020 року.